# Liste der Monuments historiques in Trédion
Die Liste der Monuments historiques in Trédion führt die Monuments historiques in der französischen Gemeinde Trédion auf.

## Liste
| Bezeichnung                 | Beschreibung | Standort                  | Kennzeichnung | Schutzstatus | Datum | Bild |
| --------------------------- | ------------ | ------------------------- | ------------- | ------------ | ----- | ---- |
| Dolmen von Coëtby           |              | Coëtby (Lage)             | PA00091757    | Classé       | 1966  |      |
| Menhirs Babouin et Babouine |              | Le Bois du Prieuré (Lage) | PA00091758    | Classé       | 1933  |      |

## Liste der Objekte
- Monuments historiques (Objekte) in Trédion in der Base Palissy des französischen Kultusministeriums